# Оксамид
Оксамидът (H2NCOCONH2) е химично съединение с кристална структура, слабо разтворимо във вода. При бавно нагряване частично сублимира с образуване на нетопим остатък.
Оксамидът е най-известното средство, използвано в ракетното гориво за намаляване скоростта на горене.
Един от начините за получаването му е чрез нагряване на амониев оксалат при специфични условия. Друг метод е чрез нагряване на оксалова киселина в присъствието на амоняк.
{\displaystyle {\ce {C2H2O4 + 2 NH3 ->[t] C2H4N2O2 + 2 H2O}}}